# Hemslingen
Hemslingen település Németországban, azon belül Alsó-Szászország tartományban. Lakosainak száma 1486 fő (2023. december 31.).

## Népesség
A település népességének változása:
| Lakosok száma | 1408 | 1415 | 1442 | 1467 | 1501 | 1486 |
|               | 2016 | 2017 | 2019 | 2021 | 2022 | 2023 |